# Silene shanbashakensis
Silene shanbashakensis är en nejlikväxtart som beskrevs av K. H. Rechinger. Silene shanbashakensis ingår i släktet glimmar, och familjen nejlikväxter. Inga underarter finns listade i Catalogue of Life.